# Блументаль, Адриан Иванович
Адриан Иванович Блументаль (Блюменталь) (нем. Heinrich Ludwig Ioachim Blumenthal; 1804—1881) — российский врач, писатель и переводчик.

## Биография
Родился 12 (24) марта 1804 года в Курляндской губернии 12 (24) марта 1804 года; сын доктора медицины Иоганна Генриха Блументаля. Учился сначала в Гёттингенском, а затем (1824—1826) в Дерптском университете, где в 1826 году получил степень доктора и был оставлен в качестве ассистента при университетской клинике.
В 1828 году был утверждён экстраординарным профессором Харьковского университета по кафедре повивального искусства. Был секретарём (1831—1833) и деканом отделения врачебных и медицинских наук Харьковского университета (1831—1835).
С 1837 года был инспектором и главным врачом Голицынской больницы в Москве. Также с 1850 года служил главным врачом московского воспитательного дома.
В 1841 году пожалован в дворянское достоинство. В 1850 году был назначен главным врачом Московского воспитательного дома.
С 1843 года А. И. Блументаль — президент московской евангелической консистории и почётный опекун.
Им был написан «Курс патологии» (на латинском языке), а также ряд статей, напечатанных в разных медицинских журналах. Кроме того были напечатаны его стихотворения: «Herbstblumen» (М., 1873), «Liederkranz» (М., 1876); на немецкий язык он перевёл Евгения Онегина (М., 1878). Он перевёл на немецкий язык Катехизис митрополита Филарета (1850), «Руководство к изучению православного богословия» митрополита Макария и «Историю русской церкви» архиепископа Филарета.
Умер 10 (22) марта 1881 года в Ялте.
Жена — дочь генерал-лейтенанта И. И. Бриземан фон Неттинга, Аделаида Вильгельмина. У них было 5 сыновей и три дочери.